# Lycophotia artemisia
Lycophotia artemisia là một loài bướm đêm trong họ Noctuidae.